# Kevin Nunis
Kevin Nunis (Seremban, Federación Malaya; 18 de septiembre de 1959 – Kuala Lumpur, Malasia; 28 de junio de 2025) fue un jugador de hockey sobre hierba malasio.

## Carrera
Participó en los Juegos Olímpicos de Los Ángeles 1984 donde terminó en el undécimo lugar.
A nivel continental ganó la medalla de bronce en los Juegos Asiáticos de 1982 donde perdió ante el eventual campeón asiático Pakistán, y en el partido por el tercer lugar vencieron a Japón.